# シャーク土屋
シャーク土屋（シャークつちや、女性、1970年2月19日 - ）は、日本の元女子プロレスラー。本名は土屋 恵理子（つちや えりこ）。東京都練馬区出身。1989年から1998年までFMWに所属していた。以降はフリーランス。

## 経歴

### デビューの経緯
プロレスラーになる以前は、ソフトボール選手であった。元々レスラーになるつもりはなく、デザイナーとしてFMWの団体マークを製作して売り込みに行ったところ、体格の良さを見込まれスカウトされた。ファイティングポーズを取った人間がシルエットで描かれた初期FMWのマークは、土屋の作品である。1989年10月6日、FMW旗揚げの日に露橋スポーツセンターにおける対ウィッチ・ウォリアー戦（パートナーは里美和・松田久美子）でデビュー。大柄な体格とパワーを生かし、工藤めぐみの向こうを張る大型ヒールとして頭角を現すようになる。当初はコンバット豊田をボスに土屋・前泊よしかの3名がヒールユニット「コンバット・アーミー」として工藤ら正規軍と戦う構図であったが、後に土屋・前泊は「コンバット・アーミー」を離脱し、タッグチームとして工藤・豊田と戦う構図となった。

### 全日本女子プロレスとの対抗戦
しばらくして土屋は、前泊とともに全日本女子プロレスの山田敏代&豊田真奈美組（当時WWWA世界タッグチャンピオン）との抗争を開始、全団体を巻き込んだ対抗戦時代の火蓋を切った。土屋が前泊と共に始めた抗争はFMWが団体として仕掛けたことでは無かったため、当時の全日本女子プロレスのコミッショナーでもあった植田信治に対して大仁田厚が謝罪する事態となった。FMWでは工藤とともに女子部門の柱として活躍する。しかし後にヒールユニットの「猛毒隊」を結成し、土屋もミスター・ポーゴから火炎噴射や鎖鎌攻撃を学んで使用するようになった。
1997年4月29日、土屋は横浜アリーナにおいて工藤の引退試合（ノーロープ有刺鉄線電流爆破地雷デスマッチ）の相手を務めた。

### フリーへの転身
1998年、土屋はFMWを離脱した。主にLLPW・GAEA JAPANを主戦場とし、神取忍や長与千種といった絶対的ベビーフェイスに対抗する選手として活躍した。やがてLLPWのイーグル沢井が率いる「平成GUREN隊」、Jd'のライオネス飛鳥が率いる「裁恐軍」と合体して「平成裁恐猛毒GUREN隊」を結成しFMW・Jd'で大活躍を見せた。土屋もこの時期、冬木弘道ら男性レスラーとも対戦して話題を集めた。2000年には、DDTのアイアンマンヘビーメタル級王座(第46代)を獲得している。
2003年にはJWPに定期参戦し、土屋は当時フリーだった倉垣翼とも「猛毒隊」として共闘するが、しばらくしてから「猛毒隊」は解散となった。2004年11月3日のGAEA JAPANの後楽園ホール大会では現役復帰した伝説のヒール・ダンプ松本とタッグを結成してクラッシュ2000と対戦し、流血の試合を展開した（長与千種&○ライオネス飛鳥&永島千佳世 vs ダンプ松本&●シャーク土屋&ZAP・T）。
その後も、土屋は整体関係の仕事をしつつもプロレスラーとして活動し、2010年にはFMWを復活させた「スーパーFMW」に参戦していた。
だが2015年8月、土屋は高熱が続くなど体調不良を訴えて埼玉県越谷市内の病院に入院、1型糖尿病と診断された。下肢血流障害のために右足の指を3本切断したが、その後右足膝下からの離断に至ったため義足を使用している。さらには乳癌が見つかり、右乳房全摘出術を受けた。それ以後、土屋はリハビリを行っていたが最終的にプロレスラーとしての活動を断念し、2016年11月8日に現役引退を表明した。
2016年11月24日、超戦闘プロレスFMW後楽園ホール大会で土屋の引退セレモニーが行われた。

## 得意技
- ツッチー・ボム - 抱えあげた後に、一度最高点で静止させてから一気に落とすハイアングル式のパワーボムで、土屋のフィニッシュ・ホールド。
- ラリアット
- 各種凶器攻撃
- 火炎攻撃

## タイトル歴
- WWA&インディペンデントワールド世界女子王座

## 人物
- 漫才コンビ・ますだおかだの増田英彦と学生時代に文通をしていた経験がある。試合会場で撮影した写真をプロレス雑誌の売買コーナーで売って小遣い稼ぎをしていた増田に、土屋が手紙を出したのがきっかけ。当時土屋はライオネス飛鳥の写真ばかりを購入しており、当時からプロレスラーになることを志していたという。その後は時を経て疎遠になるもある日、増田がプロレス雑誌で土屋の試合レポートを発見、大阪府立体育会館の楽屋口を訪れてつかの間の再会を果たした。ただし、増田が芸人になる前のサラリーマン時代であり、現在は芸人になった増田と当時の増田が結びついているかは不明だという[5]。
- 2015年8月に糖尿病で入院し、右膝から下を切断した際に、病床の土屋に付き添い献身的に世話をしたのはFMW在籍時の同期である里美和だった[3]。